# Lythrodes semiluna
Lythrodes semiluna är en fjärilsart som beskrevs av Smith 1905. Lythrodes semiluna ingår i släktet Lythrodes och familjen nattflyn. Inga underarter finns listade i Catalogue of Life.